# Blasimon
Blasimon (Blasimont, en occitan) est une commune du Sud-Ouest de la France, située dans le département de la Gironde, en région Nouvelle-Aquitaine.

## Géographie

### Localisation
La commune se trouve à 46 km à l'est-sud-est de Bordeaux, chef-lieu du département, à 31 km au nord-est de Langon, chef-lieu d'arrondissement et à 7 km au nord de Sauveterre-de-Guyenne, ancien chef-lieu de canton.

### Communes limitrophes
Les communes limitrophes sont Ruch au nord-est, Mauriac à l'est, Cleyrac au sud-est, Sauveterre-de-Guyenne au sud, Frontenac au sud-ouest, Lugasson à l'ouest, Jugazan à l'ouest-nord-ouest sur moins d'un kilomètre, Rauzan au nord-ouest et Mérignas au nord.
| Rauzan           | Mérignas              | Ruch    |
| Jugazan Lugasson | Blasimon              | Mauriac |
| Frontenac        | Sauveterre-de-Guyenne | Cleyrac |

### Climat
Pour des articles plus généraux, voir Climat de la Nouvelle-Aquitaine et Climat de la Gironde.
Historiquement, la commune est exposée à un climat océanique aquitain.  
En 2020, Météo-France publie une typologie des climats de la France métropolitaine dans laquelle la commune est exposée à un climat océanique et est dans la région climatique  Aquitaine, Gascogne, caractérisée par une pluviométrie abondante au printemps, modérée en automne, un faible ensoleillement au printemps, un été chaud (19,5 °C), des vents faibles, des brouillards fréquents en automne et en hiver et des orages fréquents en été (15 à 20 jours).
Pour la période 1971-2000, la température annuelle moyenne est de 13,2 °C, avec une amplitude thermique annuelle de 14,6 °C. Le cumul annuel moyen de précipitations est de 834 mm, avec 11,7 jours de précipitations en janvier et 6,7 jours en juillet. Pour la période 1991-2020, la température moyenne annuelle observée sur la station météorologique la plus proche, située sur la commune de Talence à 6 km à vol d'oiseau, est de 14,3 °C et le cumul annuel moyen de précipitations est de 884,0 mm,. Pour l'avenir, les paramètres climatiques de la commune estimés pour 2050 selon différents scénarios d’émission de gaz à effet de serre sont consultables sur un site dédié publié par Météo-France en novembre 2022.

## Urbanisme

### Typologie
Au 1er janvier 2024, Blasimon est catégorisée commune rurale à habitat dispersé, selon la nouvelle grille communale de densité à sept niveaux définie par l'Insee en 2022.
Elle est située hors unité urbaine et hors attraction des villes,.

### Occupation des sols

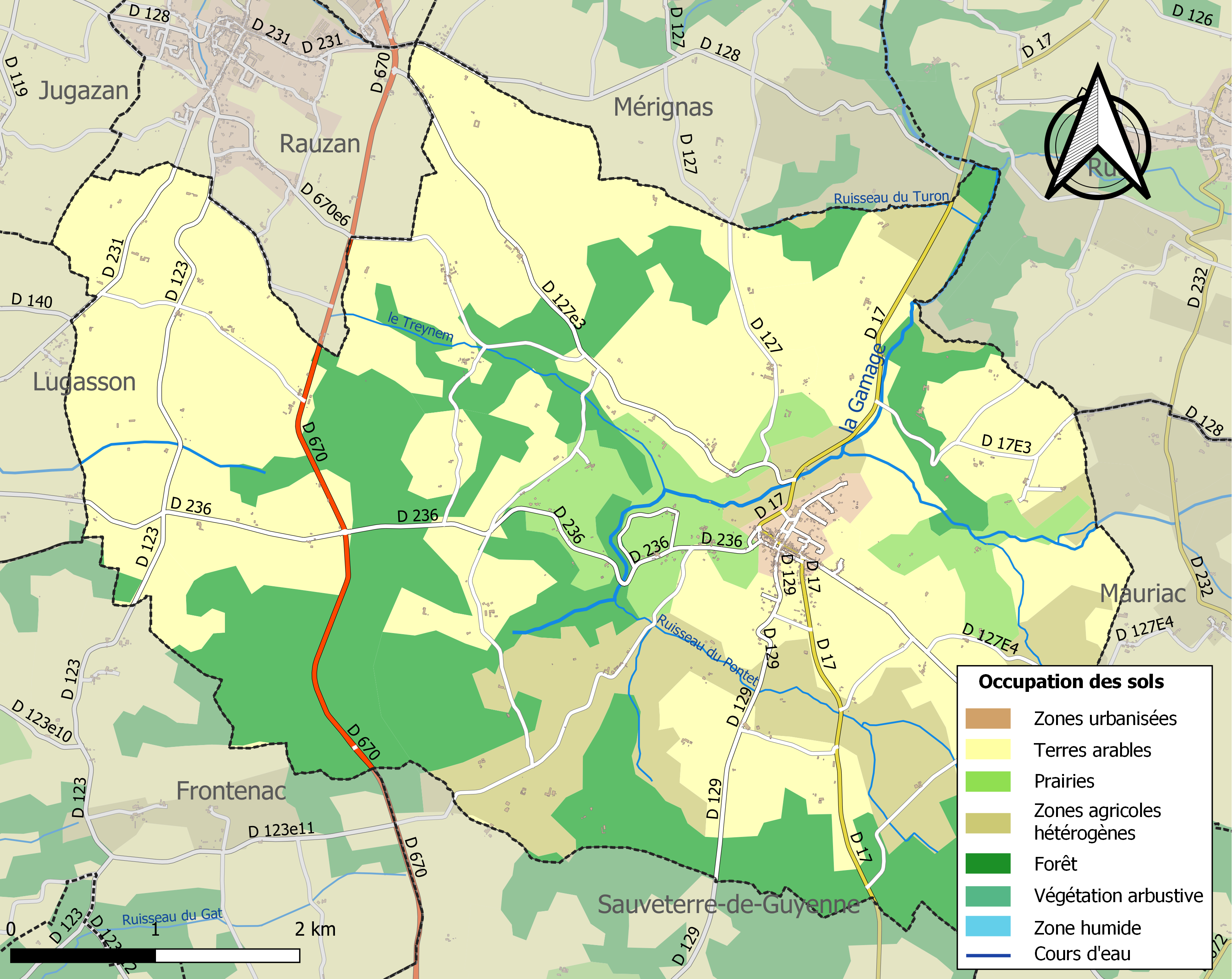
Carte des infrastructures et de l'occupation des sols de la commune en 2018 (CLC).

L'occupation des sols de la commune, telle qu'elle ressort de la base de données européenne d’occupation biophysique des sols Corine Land Cover (CLC), est marquée par l'importance des territoires agricoles (73,1 % en 2018), une proportion sensiblement équivalente à celle de 1990 (73,2 %). La répartition détaillée en 2018 est la suivante : 
cultures permanentes (46,7 %), forêts (25,8 %), zones agricoles hétérogènes (12,9 %), prairies (7,6 %), terres arables (6 %), zones urbanisées (1,1 %). L'évolution de l’occupation des sols de la commune et de ses infrastructures peut être observée sur les différentes représentations cartographiques du territoire : la carte de Cassini (XVIIIe siècle), la carte d'état-major (1820-1866) et les cartes ou photos aériennes de l'IGN pour la période actuelle (1950 à aujourd'hui).

### Voies de communication et transports
La principale voie de communication routière est la route départementale D17 qui traverse le village et mène vers le nord-nord-est en direction de Castillon-la-Bataille et vers le sud à Sauveterre-de-Guyenne ; la route départementale D127 permet de rejoindre Mérignas vers le nord et Cleyrac vers le sud-est, la route départementale D236 permet de rejoindre Lugasson vers l'ouest et la route départementale D127e3 permet de rejoindre Rauzan vers le nord-ouest ; l'ouest du territoire communal est traversé par la route départementale D670 qui relie Saint-Jean-de-Blaignac au nord-ouest à Sauveterre-de-Guyenne au sud en croisant ladite RD236.
L'accès à l'autoroute A62 (Bordeaux-Toulouse) le plus proche est le no 4, dit de La Réole, qui se situe à 30 km vers le sud.
L'accès no 1, dit de Bazas, à l'autoroute A65 (Langon-Pau) se situe à 45 km vers le sud-sud-ouest.
L'accès le plus proche à l'autoroute A89 (Bordeaux-Lyon) est celui de l'échangeur autoroutier avec la route nationale 89 qui se situe à 25 km vers le nord-ouest.
La gare SNCF la plus proche est celle de, Castillon-la-Bataille distante de 14 km,sur la ligne Libourne-Bergerac TER Nouvelle-Aquitaine, quand celle de Gironde-sur-Dropt sur la ligne Bordeaux-Sète du TER Nouvelle-Aquitaine, est distante de 21 km par la route vers le sud. Sur la même ligne mais offrant plus d'opportunités de liaisons, la gare de La Réole se situe à 22 km par la route vers le sud-sud-est.

### Risques majeurs
Le territoire de la commune de Blasimon est vulnérable à différents aléas naturels : météorologiques (tempête, orage, neige, grand froid, canicule ou sécheresse), inondations, mouvements de terrains et séisme (sismicité très faible). Un site publié par le BRGM permet d'évaluer simplement et rapidement les risques d'un bien localisé soit par son adresse soit par le numéro de sa parcelle.
La commune a été reconnue en état de catastrophe naturelle au titre des dommages causés par les inondations et coulées de boue survenues en 1982, 1983, 1991, 1999 et 2009,.
Les mouvements de terrains susceptibles de se produire sur la commune sont des affaissements et effondrements liés aux cavités souterraines (hors mines) et des tassements différentiels. Par ailleurs, afin de mieux appréhender le risque d’affaissement de terrain, l'inventaire national des cavités souterraines permet de localiser celles situées sur la commune.

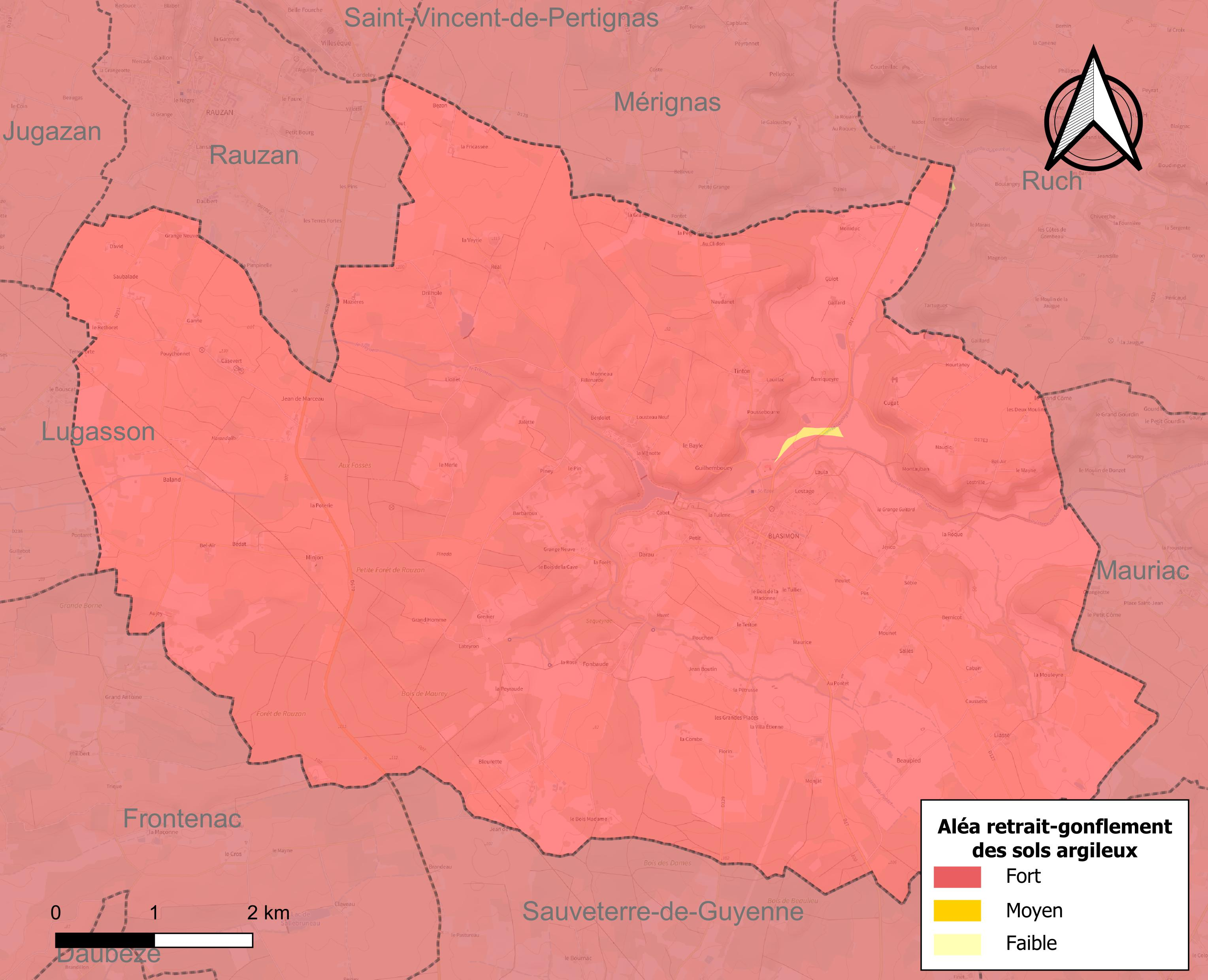
Carte des zones d'aléa retrait-gonflement des sols argileux de Blasimon.

Le retrait-gonflement des sols argileux est susceptible d'engendrer des dommages importants aux bâtiments en cas d’alternance de périodes de sécheresse et de pluie. La totalité de la commune est en aléa moyen ou fort (67,4 % au niveau départemental et 48,5 % au niveau national). Sur les 465 bâtiments dénombrés sur la commune en 2019, 465 sont en aléa moyen ou fort, soit 100 %, à comparer aux 84 % au niveau départemental et 54 % au niveau national. Une cartographie de l'exposition du territoire national au retrait gonflement des sols argileux est disponible sur le site du BRGM,.
Par ailleurs, afin de mieux appréhender le risque d’affaissement de terrain, l'inventaire national des cavités souterraines permet de localiser celles situées sur la commune.
Concernant les mouvements de terrains, la commune a été reconnue en état de catastrophe naturelle au titre des dommages causés par la sécheresse en 1989, 1990, 2003 et 2011 et par des mouvements de terrain en 1999.

## Toponymie
Le toponyme est documenté sous les formes latines Blandi mons (Xe siècle), Blandimonte (de ~, 980), Blasii mons (1311) ou romane Bladimont…
Une étymologie populaire voudrait que le nom de Blasimon signifie « montagne de blé ». Si la seconde partie du nom signifie bien "mont", la première, en revanche, provient d'un nom de personne : Blandinus. La forme Blavini Mons, attestée au Moyen Âge, est une relatinisation fautive : conformément à la phonétique historique, on aurait eu l'évolution Blavini Mons> *Blavimont ou *Blabimont.
la linguiste Bénédicte Boyrie-Fénié explique que l'étymologie est Blandino monte- > *Blandin-mont (disparition des finales muettes) > *Blandimont (assimilation) > *Bladimont (assimilation, peut-être avec attraction d'un dérivé de blat 'blé') > Blasimont (passage [d] > [z] en gascon oriental et garonnais).
La graphie restituée est Blasimont.
Ses habitants sont appelés les Blasimonais.

## Histoire
Le 1er juin 1341, le roi d'Angleterre et duc d'Aquitaine Édouard III donne à Bérard Ier de Vayres, en récompense de ses services, les seigneuries de Blasimon, de Sauveterre et de Cubzac. Blasimon reste ensuite dans la famille de Bérard, la famille d'Albret. 
À la Révolution, la paroisse Saint-Nicolas de Blasimon (avec la chapelle Saint-Jean) forme la commune de Blasimon. La paroisse Saint-Martin de Piis forme la commune de Piis (186 habitants au recensement de 1793), celle de Saint-Martin de La Veyrie forme la commune de La Veyrie (100 habitants au recensement de 1793) et celle de Notre-Dame de Cazevert, précédemment annexe de Saint-Sulpice de Bellefond, forme la commune de Cazevert (154 habitants au recensement de 1793). Ces trois communes sont rattachées à la commune de Blasimon avant 1800,.

## Démographie
L'évolution du nombre d'habitants est connue à travers les recensements de la population effectués dans la commune depuis 1793. Pour les communes de moins de 10 000 habitants, une enquête de recensement portant sur toute la population est réalisée tous les cinq ans, les populations de référence des années intermédiaires étant quant à elles estimées par interpolation ou extrapolation. Pour la commune, le premier recensement exhaustif entrant dans le cadre du nouveau dispositif a été réalisé en 2006.

En 2022, la commune comptait 955 habitants, en évolution de +5,52 % par rapport à 2016 (Gironde : +6,91 %, France hors Mayotte : +2,11 %).
| 1793 | 1800  | 1806  | 1821  | 1831  | 1836  | 1841  | 1846  | 1851  |
| ---- | ----- | ----- | ----- | ----- | ----- | ----- | ----- | ----- |
| 886  | 1 209 | 1 182 | 1 112 | 1 238 | 1 126 | 1 050 | 1 050 | 1 016 |

| 1856  | 1861  | 1866  | 1872  | 1876  | 1881  | 1886 | 1891 | 1896 |
| ----- | ----- | ----- | ----- | ----- | ----- | ---- | ---- | ---- |
| 1 037 | 1 009 | 1 119 | 1 023 | 1 068 | 1 039 | 944  | 835  | 888  |

| 1901 | 1906  | 1911  | 1921  | 1926 | 1931  | 1936 | 1946 | 1954 |
| ---- | ----- | ----- | ----- | ---- | ----- | ---- | ---- | ---- |
| 981  | 1 059 | 1 014 | 1 015 | 960  | 1 034 | 988  | 972  | 906  |

| 1962 | 1968 | 1975 | 1982 | 1990 | 1999 | 2006 | 2011 | 2016 |
| ---- | ---- | ---- | ---- | ---- | ---- | ---- | ---- | ---- |
| 867  | 836  | 782  | 666  | 701  | 711  | 843  | 877  | 905  |

| 2021 | 2022 | - | - | - | - | - | - | - |
| ---- | ---- | - | - | - | - | - | - | - |
| 940  | 955  | - | - | - | - | - | - | - |

Le chiffre de 1793 ne tient pas compte des habitants des communes absorbées avant 1800, Piis  pour 186 habitants, La Veyrie  pour 100 habitants et Cazevert pour 154 habitants, soit un total de 440 âmes.

## Culture locale et patrimoine

### Lieux et monuments
- Abbaye Saint-Maurice des XIIe et XIIIe siècles : monastère bénédictin qui date du XIIe siècle, en ruines, tour (reste de fortifications), ruines du cloître, classée au titre des monuments historiques en 1925[37].
- Église Saint-Nicolas accolée à l'abbaye, au clocher-mur du XVIe siècle, classée au titre des monuments historiques en 1875[38]. L'église Saint-Nicolas abrite une cloche en bronze de 1622 elle-même classée en 1942[39].

L'abbaye et l'église Saint-Nicolas
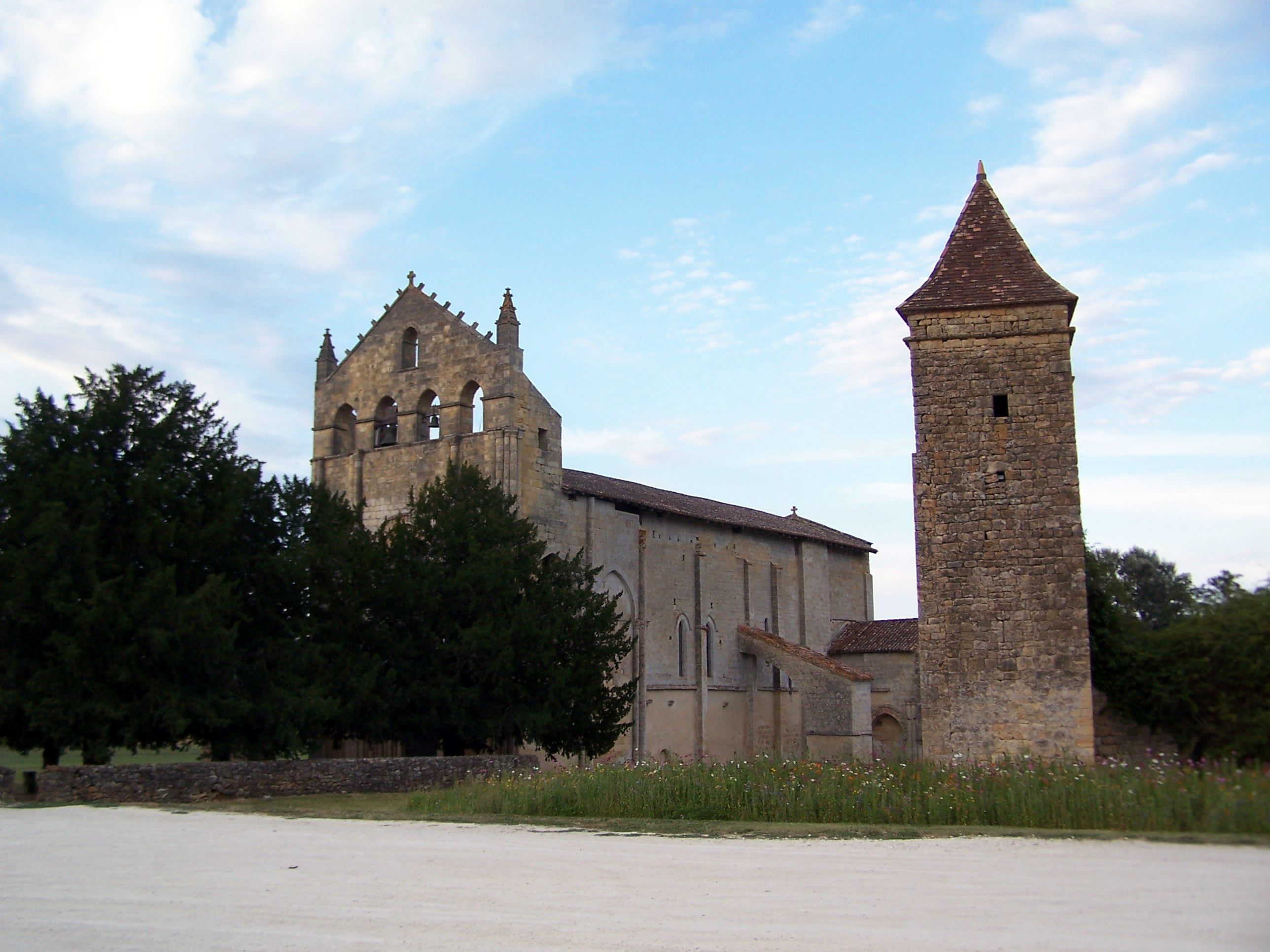
Vue générale (août 2012).
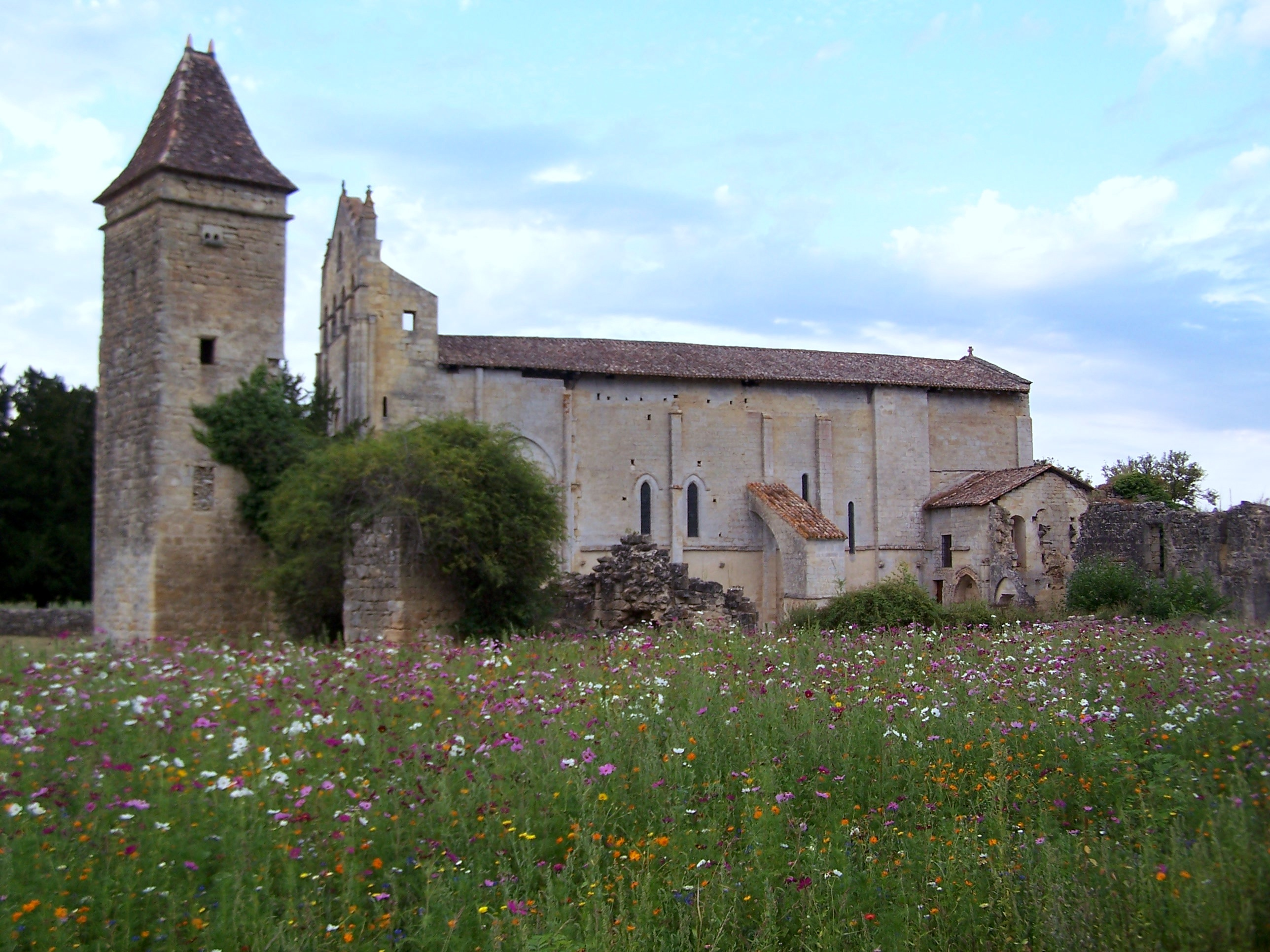
Vue sud (août 2012).
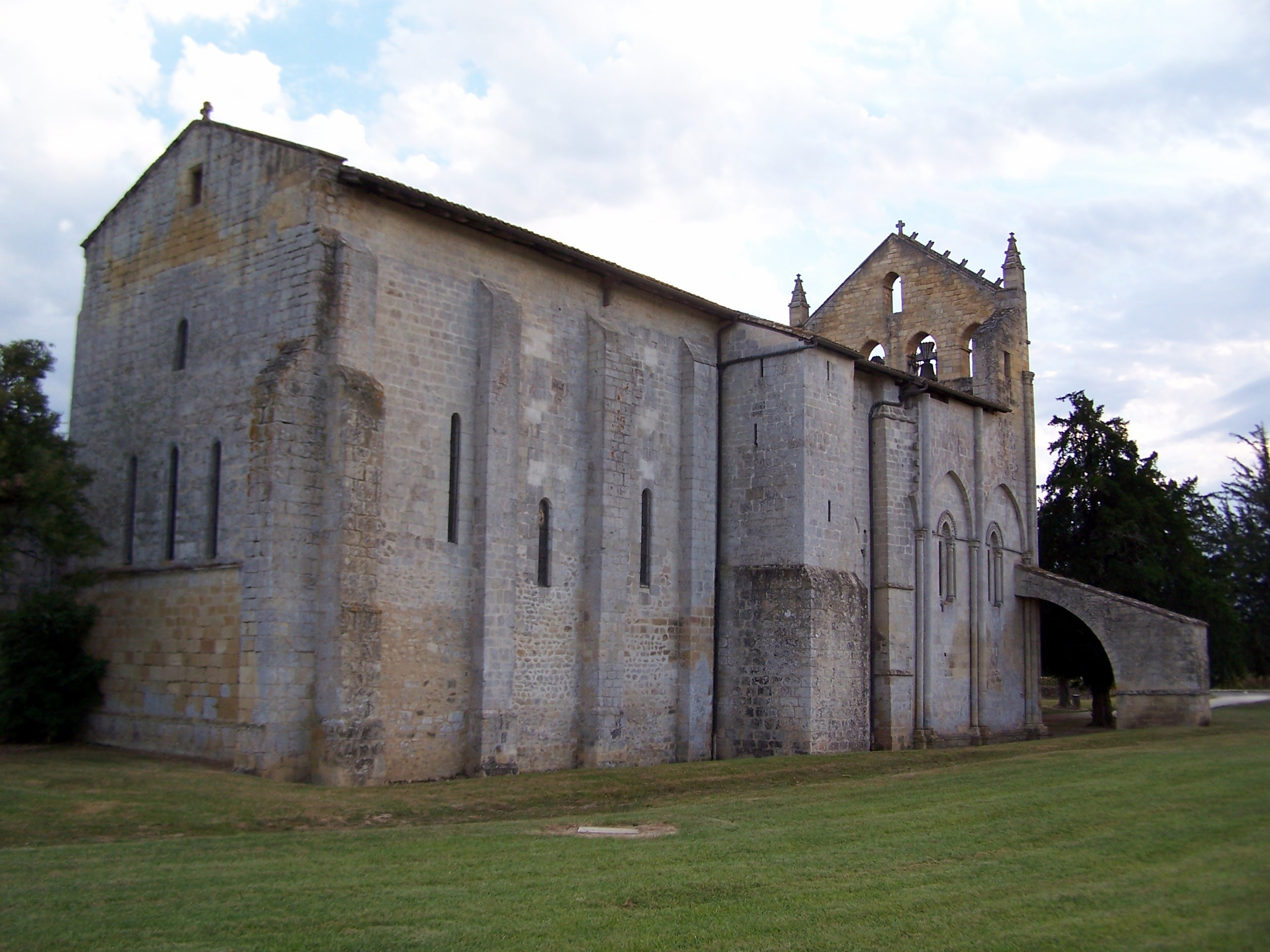
Vue nord-est (août 2012).
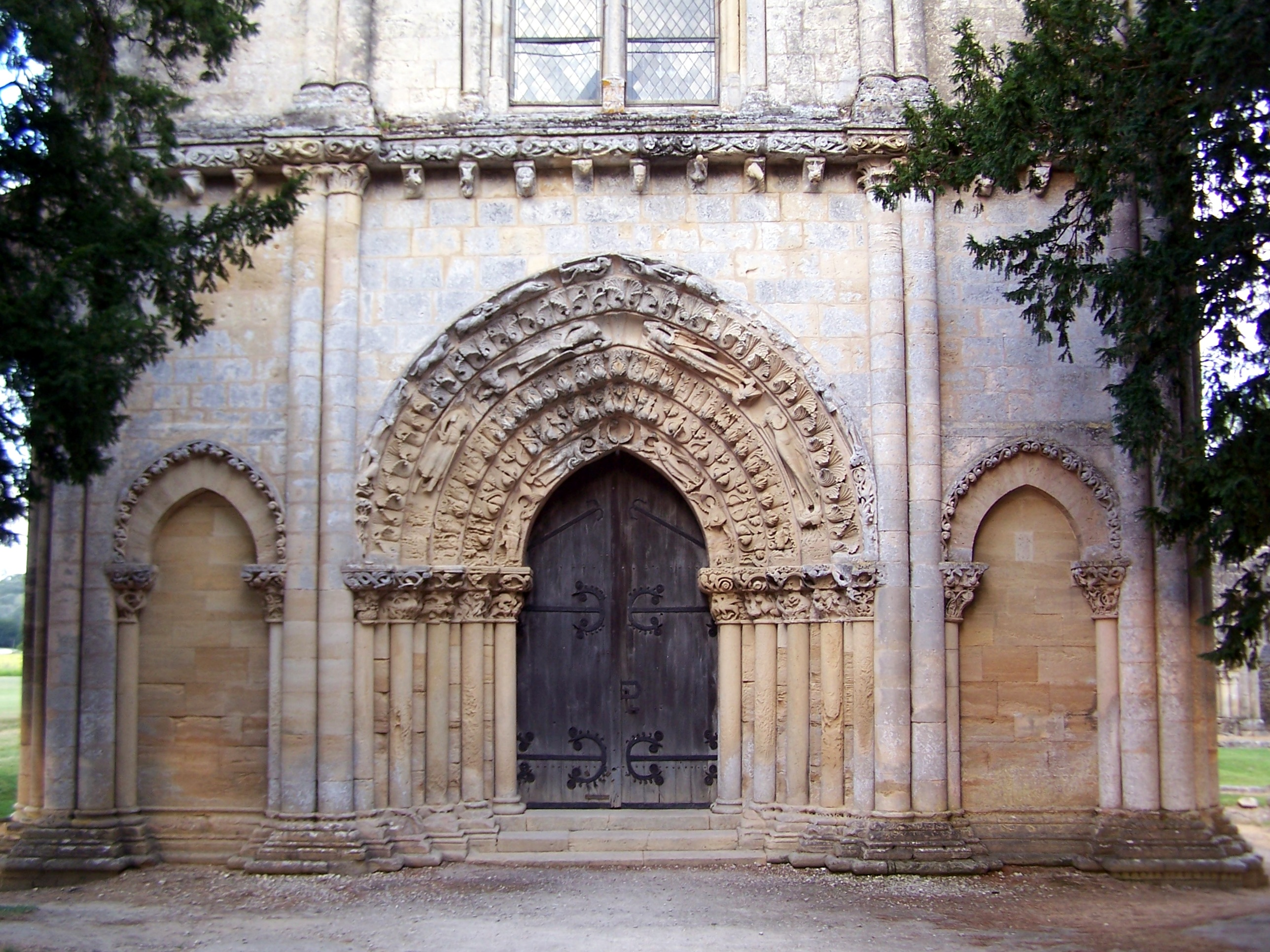
Le portail à l'ouest (août 2012).
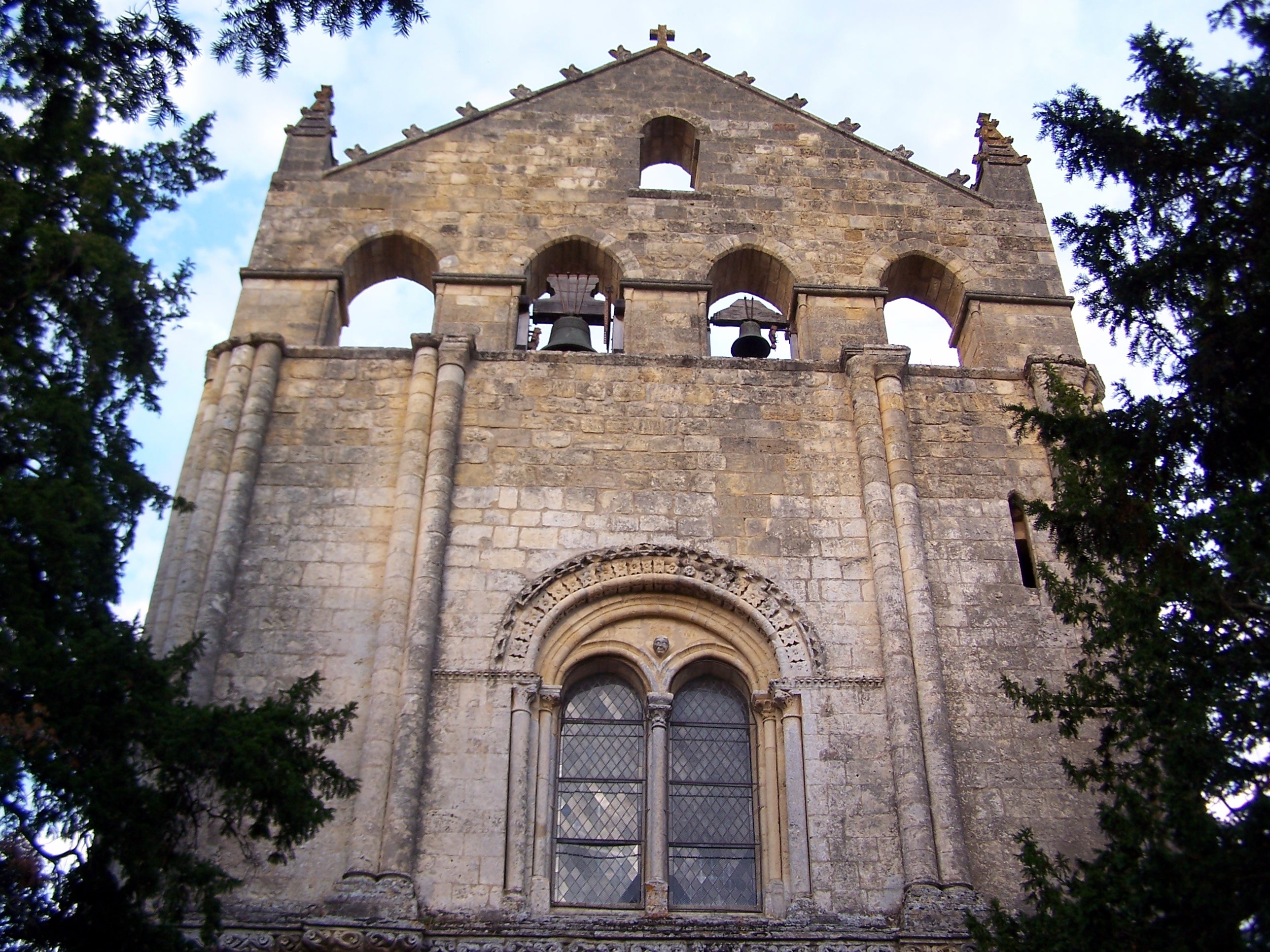
Le clocher-mur à cinq baies (août 2012).

- Église Saint-Martin de Piis, au sud-est du village, sur la route départementale D127 qui mène à Cleyrac. L'église est construite sur un site gallo-romain que le présent cimetière recouvre. Le chœur, qui fut remanié au XIVe siècle, était en état de ruines au XIXe siècle et l'église désaffectée. Au XXe siècle l'église a été restaurée et le rétablissement du culte a eu lieu en 1973.

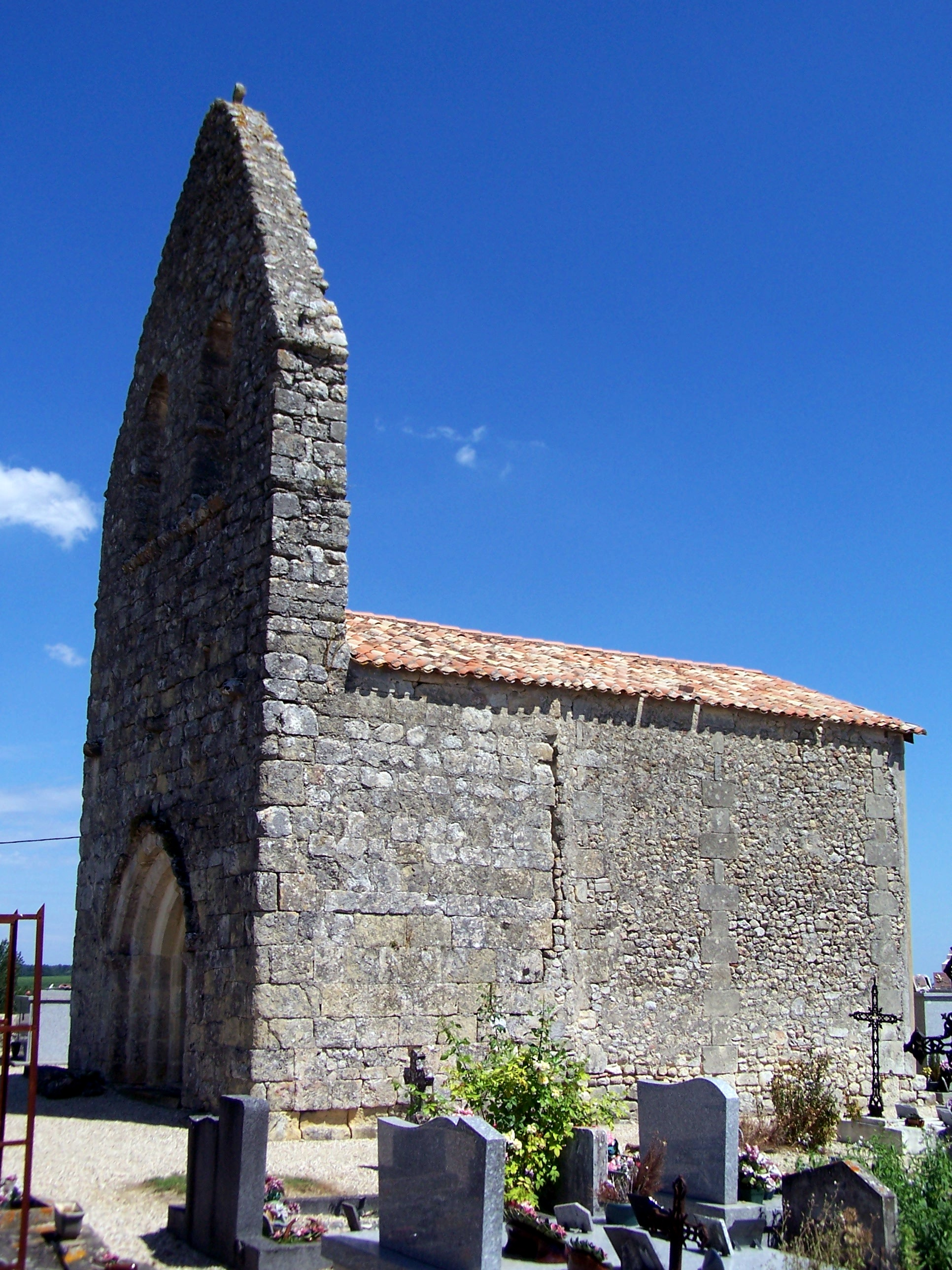
L'église Saint-Martin de Piis (août 2012).
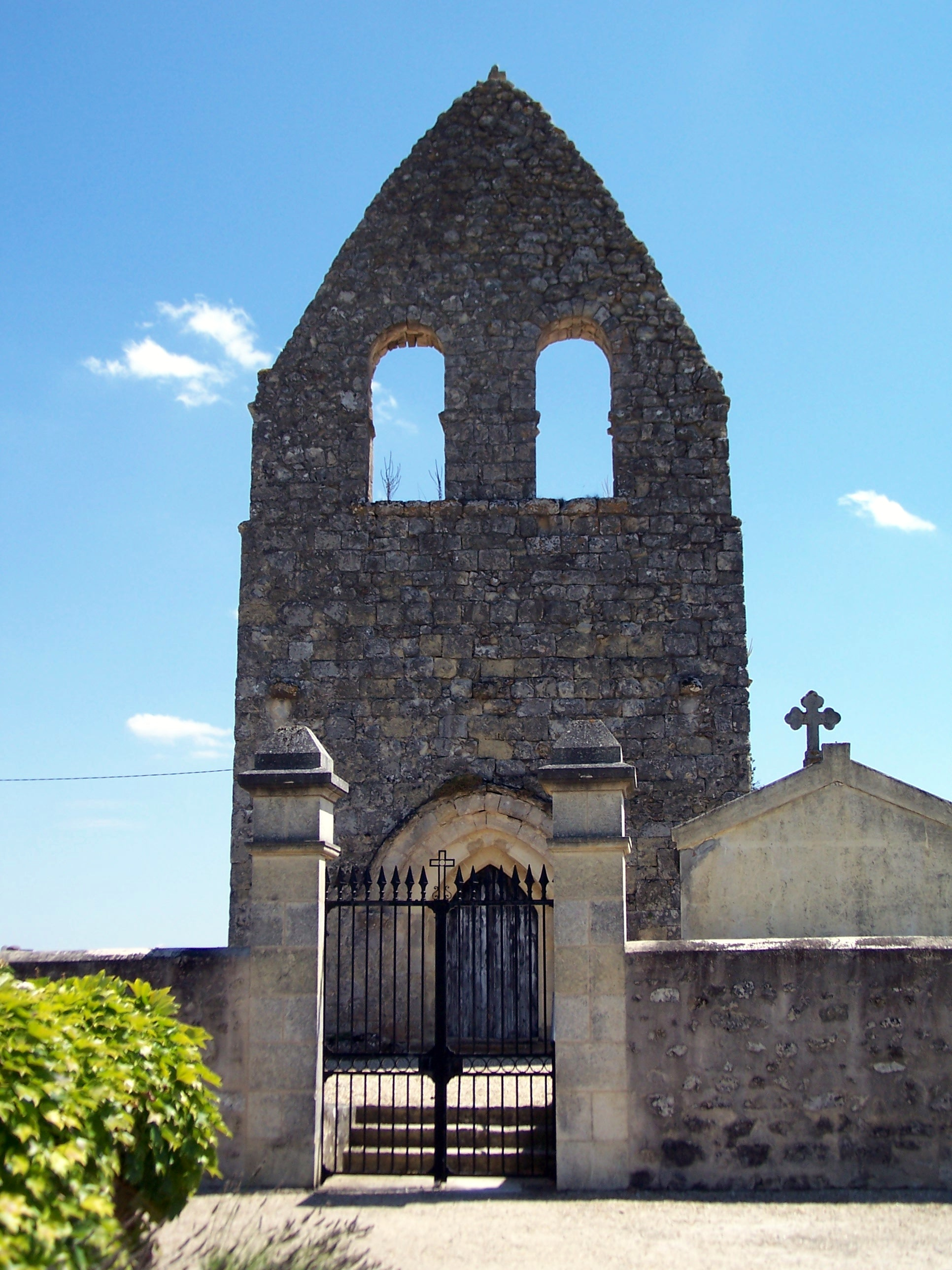
La façade de l'église Saint-Martin de Piis (août 2012).

- Moulin de Labarthe du XIVe siècle, classé monument historique en 1926[40] et le moulin de La Borie du XIIIe siècle.
- Menhir de Notre-Dame-de-Bonne-Nouvelle : vestige d'un alignement mégalithique signalé en 1886 par Léo Drouyn, le menhir ne mesure plus que 1,45 m de hauteur alors qu'il atteignait autrefois 2,50 m pour 1 m de large[41]. 44° 45′ 25″ N, 0° 04′ 35″ O
- Dolmen de la Mouleyre
- Sur la place centrale du village, un monument commémoratif honore le soldat FFI Roger Teillet, pendu, le 15 août 1944, à l'âge de 23 ans, par la Gestapo et la milice de Vichy sur ladite place.
- Monument commémoratif de la Seconde Guerre mondiale. Ce Monument est situé sur le chemin allant vers le moulin de La Borie. Il a été élevé en souvenir des exactions perpétrées par la Gestapo, qui s’est rendue coupable du meurtre de résistants dans la commune de Blasimon.
- Bastide fortifiée du XIVe siècle : arcades autour de la place centrale.

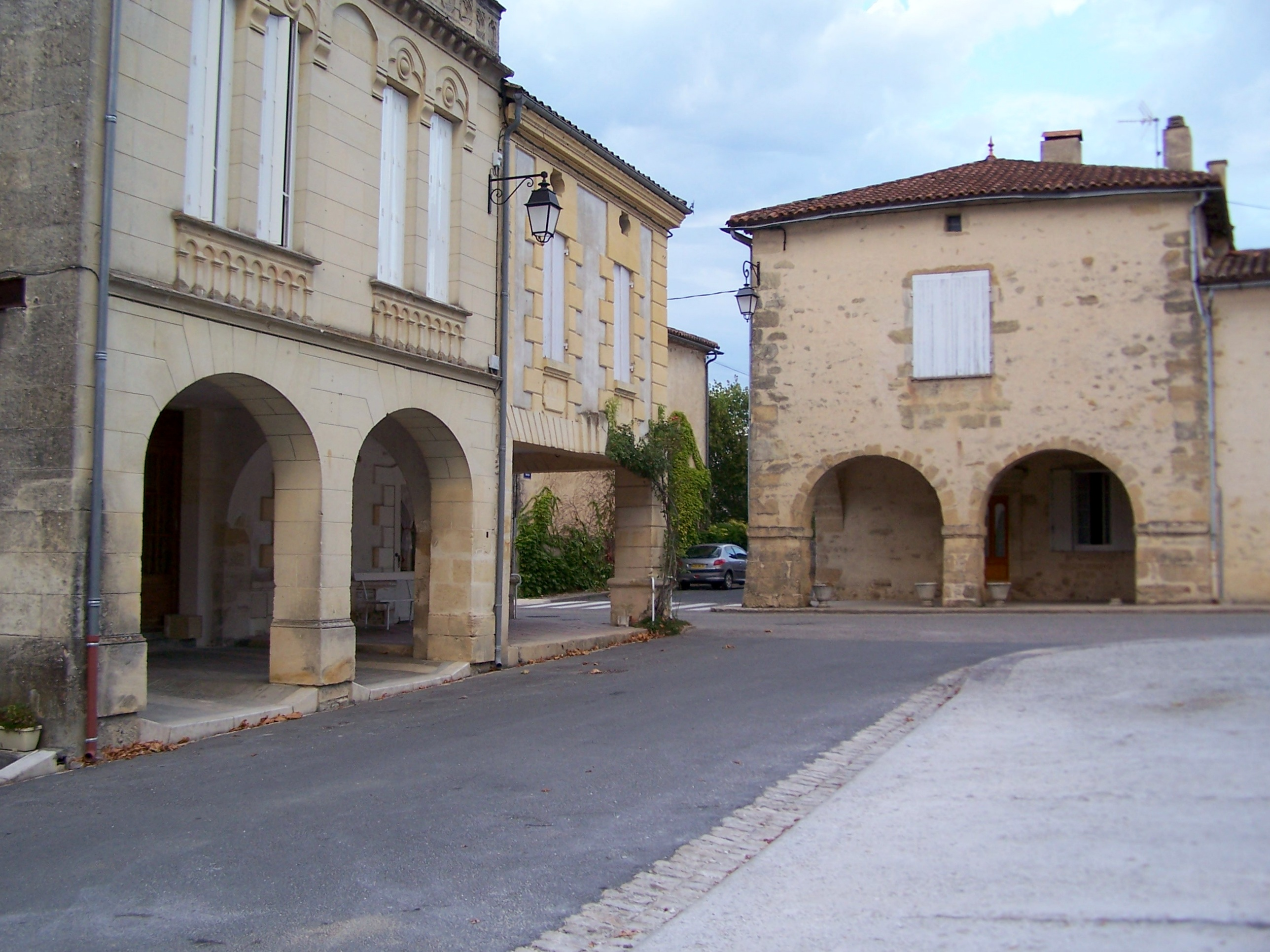
Arcades sur la place du village (août 2012).
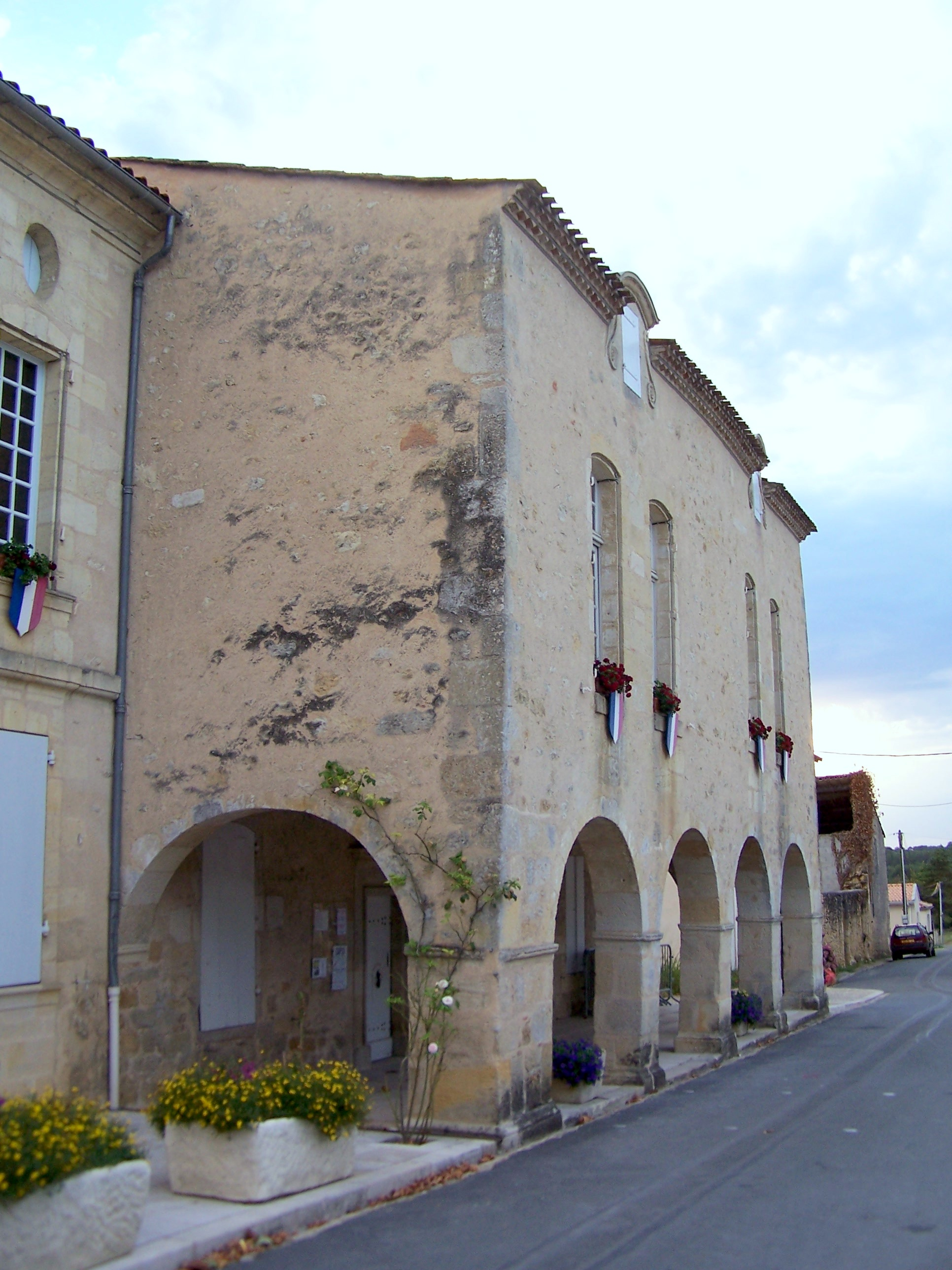
Arcades sur la place du village (août 2012).
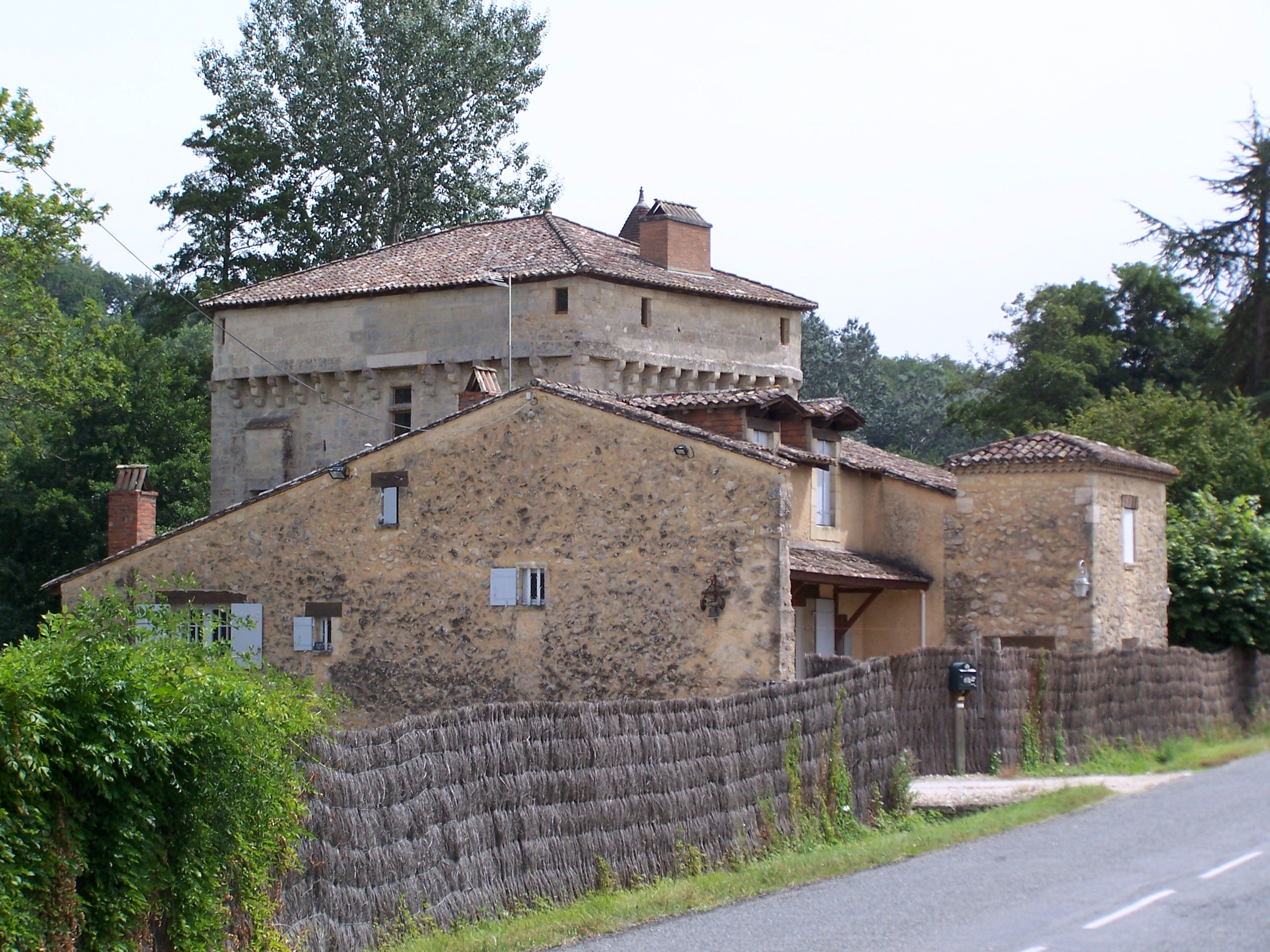
Le moulin de Labarthe (août 2012).
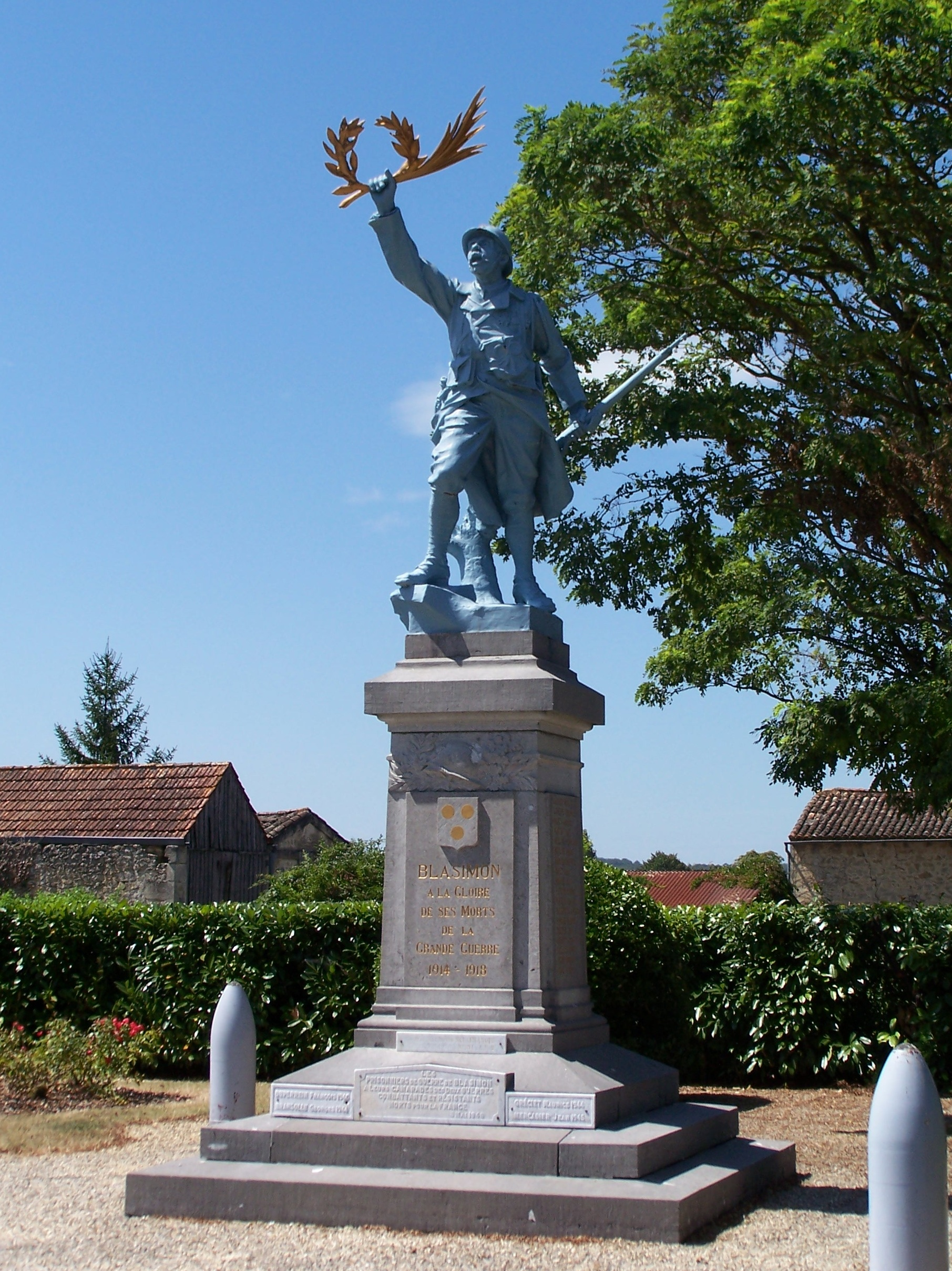
Le monument aux morts (août 2012).
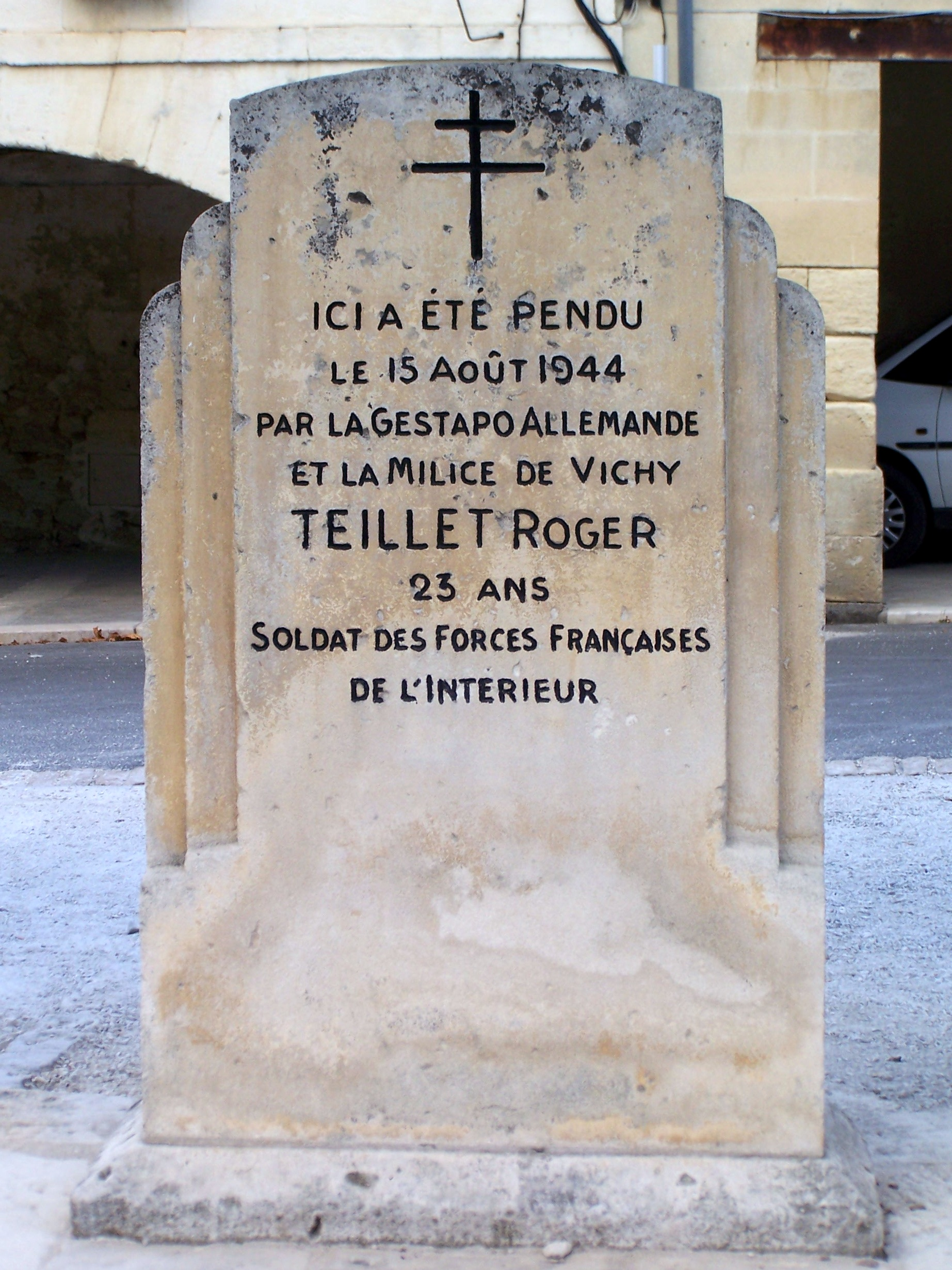
Monument à la Résistance sur la place centrale (août 2012).

### Patrimoine naturel
- Domaine départemental Volny Favory (promenade, pêche, baignade, tennis…).

### Héraldique
| Armes | Les armes de Blasimon se blasonnent ainsi : D'azur aux trois besants d'or. |